# آنتونی باریلا
آنتونی باریلا (انگلیسی: Anthony Barylla؛ زادهٔ ۱ ژوئن ۱۹۹۷) بازیکن فوتبال اهل آلمان است.
از باشگاه‌هایی که در آن بازی کرده‌است می‌توان به باشگاه فوتبال لایپزیگ اشاره کرد.